# シュトラルズントの和議 (1370年)

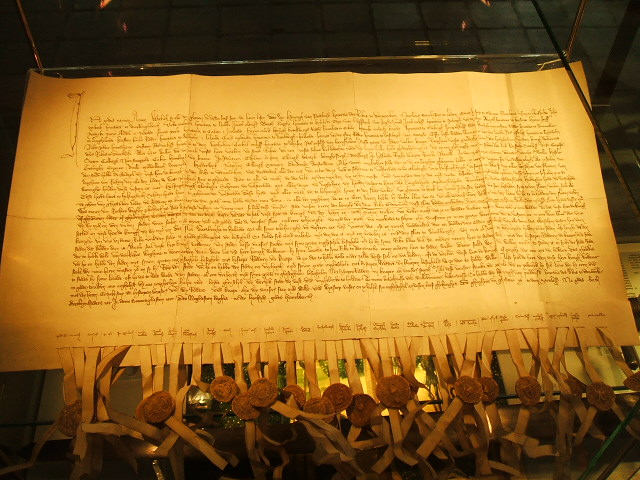
シュトラールズント条約、シュトラールズント博物館にて。2007年撮影。

シュトラールズントの和議（シュトラールズントのわぎ、ドイツ語: Friede von Stralsund）は1370年5月24日に締結された、第二次デンマーク・ハンザ同盟戦争の講和条約。ハンザ同盟はこの条約により勢力が頂点に達した。
戦争は1361年にデンマークのヴァルデマー4世再興王がスコーネ、ウーランド、ゴットランド、そしてハンザ同盟の主要都市であるヴィスビューを征服したことで始まった。1362年、ハンザ同盟が反撃したがヘルシンボリでデンマーク艦隊に撃退され、停戦協定と1365年のヴォーディングボーの和約で多くの特権を失う不利な講和に応じざるを得なかった。条約を受け入れたくなかったハンザ同盟はケルン連盟で艦隊を建設、スウェーデンとの同盟も更新した。その後、ヴァルデマー4世と娘婿のホーコン6世が大敗した。

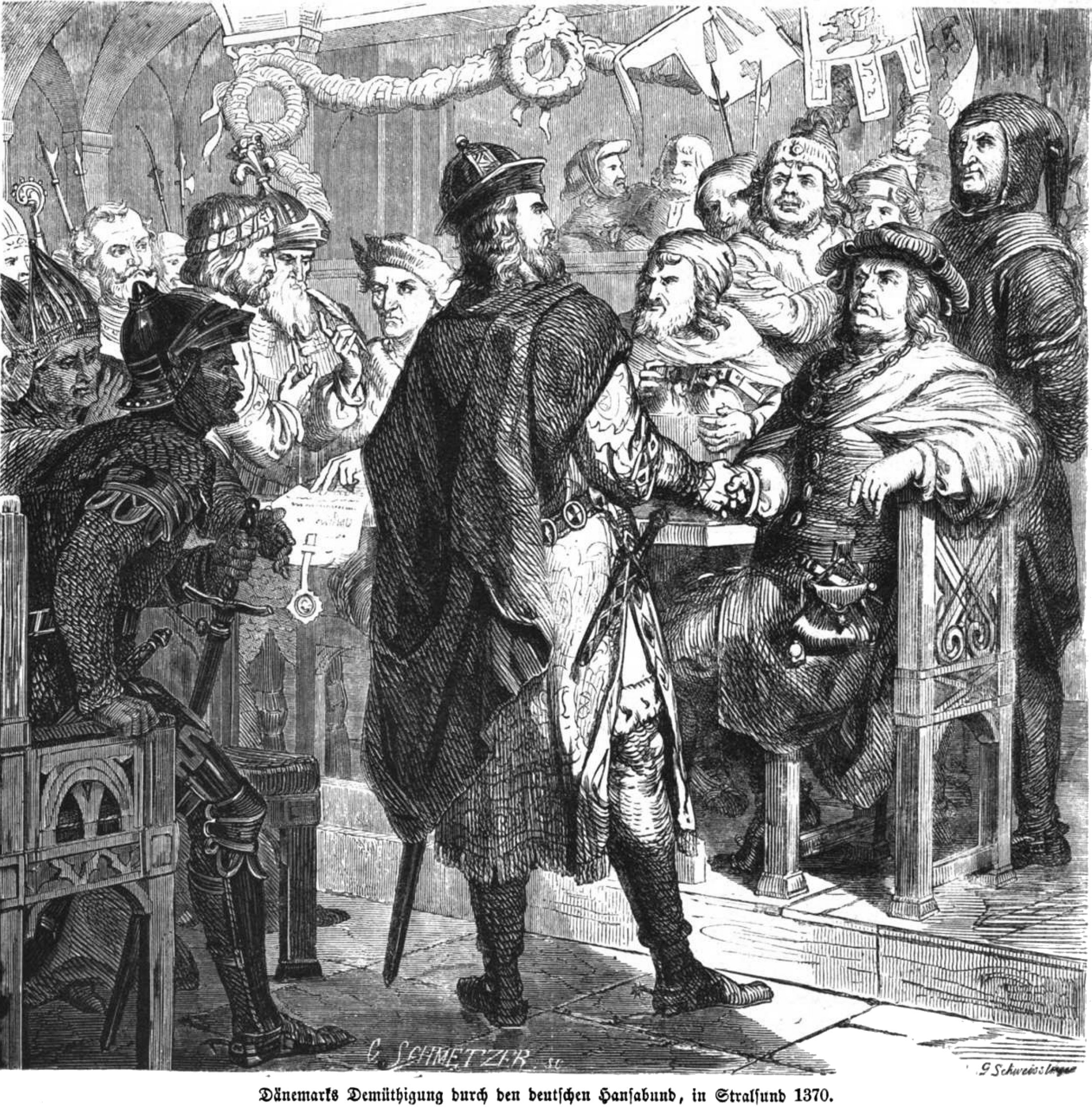
デンマークとハンザ同盟がシュトラールズントで討議する様子、1860年作。

条約はデンマーク代表の廷吏ヘニング・ポデブスクとハンザ同盟代表のリューベック市長ヤーコプ・プレスコウとシュトラールズント市長ベルトラム・ヴルフラムが交渉した。条約によりヴィスビューが自由を回復、さらにデンマークがバルト海におけるハンザ同盟の自由貿易を約束した。これによりハンザ同盟はバルト海の漁業貿易を独占した。また、ハンザ同盟はデンマーク王位の候補者への拒否権を得た。

## 関連図書
- Dollinger, Philippe (1999). The German Hansa. Routledge. ISBN 0-415-19072-X.